# MexicanaClick

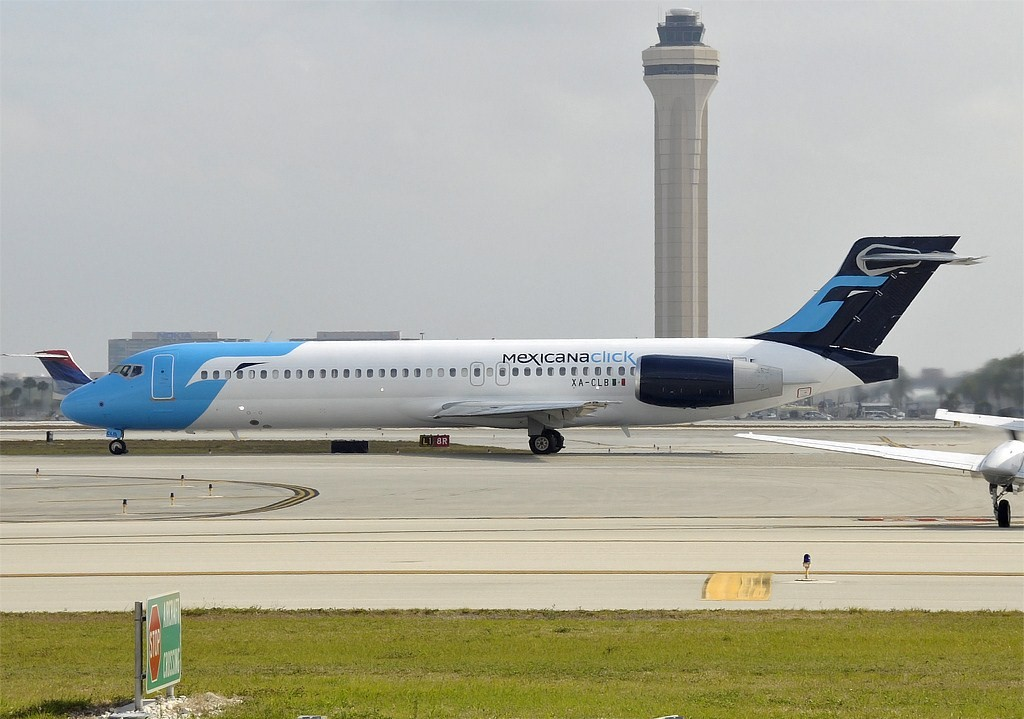

MexicanaClik – nieistniejąca meksykańska tania linia lotnicza z siedzibą w Meksyku należąca do Mexicana. Głównym węzłem był port lotniczy Meksyk-Benito Juarez. Funkcjonowała w latach 2005-2010.